# Dresdner Zukunftsforum
Dresdner Zukunftsforum ist ein seit 2005 stattfindender Kongress in Dresden. 
Er thematisiert die zukünftige Entwicklung des Internets und untersucht dessen Einfluss auf die Bereiche des täglichen Lebens. Dabei sucht die Veranstaltung nach Parallelen mit anderen Themengebieten. Initiator der Veranstaltung ist das Dresdner Unternehmen T-Systems Multimedia Solutions GmbH.

## 1. Dresdner Zukunftsforum
Am 10. Juni 2005 fand das „1. Dresdner Zukunftsforum“ statt. An dem Kongress nahmen 200 Teilnehmer aus zehn Nationen teil. Experten aus unterschiedlichen Fachgebieten sprachen über Extended Internet (X Internet), Computer und über die damit verbundene fortschreitende Informatisierung des Alltags. Neben der Technologie standen die Auswirkungen ihres Einsatzes im Vordergrund.
Referenten waren Michelle de Lussanet, Chefanalytikerin des Europäischen Geschäftsbereichs Telekommunikation und Mobilfunk bei Forrester Research, 
Andreas Schleicher, Leiter der Indikatoren- und Analyse-Abteilung des Direktorats für Bildung in der Organisation for Economic Cooperation and Development (OECD), Eilif Trondsen, Leiter des Learning-On-Demand-Programms von SRI Consulting Business Intelligence, einer Ausgründung des Stanford Research Institutes, Kurt Albert, Alpinist, Fotograf und Begründer des Rotpunktkletterns, Steffen Prasse, Programm-Manager bei der T-Systems Multimedia Solutions GmbH, Stephan Schambach, Geschäftsführer der Demandware, Inc.,  Gerhard Banse, Fraunhofer-Anwendungszentrum für Logistiksystemplanung und Informationsprozesse,  Karsten Buse, Inhaber des Heinrich-Hertz-Stiftungslehrstuhls der Deutschen Telekom AG für Kommunikationssensorik an der Universität Bonn und Eberhard Burger, Baudirektor beim Wiederaufbau der Dresdner Frauenkirche.
Durch die Veranstaltung führte Peter Glotz, ehemaliger Direktor am Institut für Medien- und Kommunikationsmanagement an der Universität St. Gallen.

## 2. Dresdner Zukunftsforum 2006
Am 16. November 2006 fand im Internationalen Congress Center Dresden das 2. Dresdner Zukunftsforum statt. Betrachtet wurden die Entwicklungen des Internets und das Leben und Wirtschaften in der digitalen Welt aus verschiedenen Blickwinkeln. Besonderes Augenmerk lag dabei auf dem Thema "Web 2.0" und den Möglichkeiten, sozialen Austausch mit neuen Techniken zu organisieren. 
Referenten waren Richard Scase, Business Stratege und Professor für Organisation und Führung an der Universität Kent, Curtis R. Carlson, Geschäftsführer von SRI International, Jaron Lanier, Informatiker und Künstler, Tim O’Reilly, Gründer und Geschäftsführer des O’Reilly Verlags, verwendete 2004 den Begriff „Web 2.0“ erstmals anlässlich einer Konferenz. Durch die Veranstaltung führte Joachim Niemeier, Honorarprofessor Universität Stuttgart und ehemaliger Geschäftsführer der T-Systems Multimedia Solutions GmbH.

## 3. Dresdner Zukunftsforum 2008
Das 3. Dresdner Zukunftsforum fand am 5. Juni 2008 im Internationalen Congress Center Dresden statt. Mit dieser Veranstaltung wurden die Themen der ersten beiden Zukunftsforen vertieft. Besonderes Augenmerk lag auf der Frage, wie aktuelle Entwicklungen das alltägliche Leben und die Zukunft der Arbeit beeinflussen werden. Im Mittelpunkt stehen dabei der durch Web 2.0 eingeleitete Wandel zum Enterprise 2.0, die zunehmende Bedeutung von Computerspielen und ihr Einfluss auf die Geschäftswelt sowie die Fortschritte im Bereich der Künstlichen Intelligenz und ihre Anwendungen im Internet.
Als Referenten sprachen Don Tapscott, Business Stratege und Autor von diversen Büchern, Wolfgang Wahlster, Experte auf dem Gebiet der Künstlichen Intelligenz, Yadegar Asisi, Architekt, Hochschullehrer und für seine Panoramadarstellungen bekannter Künstler. Die Veranstaltung moderierte Ranga Yogeshwar.

## 4. Dresdner Zukunftsforum 2010
Das 4. Dresdner Zukunftsforum fand am 10. Juni 2010 im Internationalen Congress Center Dresden statt. Bei dieser Veranstaltung standen die Entwicklung des WorldWideWeb sowie die Technologische Singularität im Fokus. Besonderes Augenmerk lag auf der Frage, wie aktuelle Entwicklungen das alltägliche Leben und die Zukunft der Arbeit beeinflussen werden. Diesmal wurde dem üblichen Vortragsformat auch Open Space integriert, um der Vielfalt der Themen Rechnung zu tragen.
Als Referenten sprachen Raymond Kurzweil, Zukunftsforscher, Erfinder und Autor, Sir Tim Berners-Lee, Erfinder des WorldWideWeb, Die Veranstaltung moderierte wie schon beim 3. Dresdner Zukunftsforum Ranga Yogeshwar.